# El cisne negro (película de 1942)
El cisne negro (The Black Swan) es una película de aventuras del género de capa y espada de 1942 en Technicolor dirigida por Henry King, basada en la novela de Rafael Sabatini, y protagonizada por Tyrone Power y Maureen O'Hara. Fue nominada a tres premios Óscar, ganando el de mejor fotografía. 

## Argumento

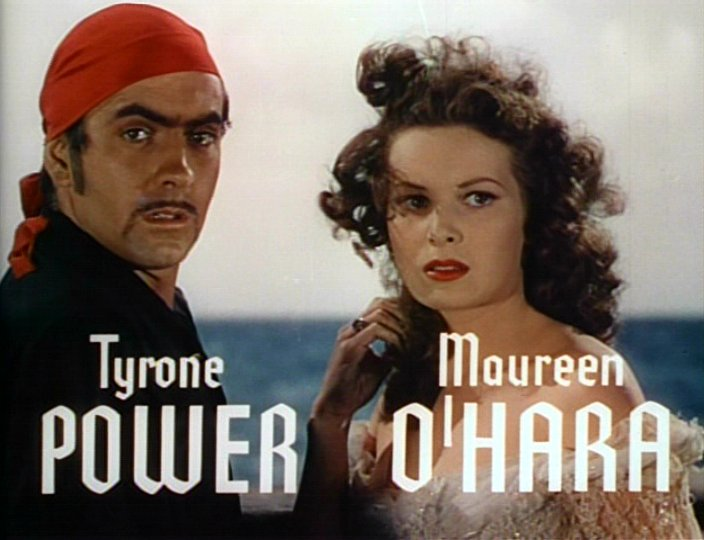
Fotograma del reclamo de la película.

Después de que Inglaterra y España firmaran la paz, el famoso pirata Henry Morgan (Laird Cregar) decide reformarse. Como recompensa, se le nombra gobernador de Jamaica con el mandato de limpiar al Caribe de sus antiguos camaradas, sea por medio de la persuasión o por la fuerza de ser necesario. Reemplaza al antiguo gobernador, Lord Denby (George Zucco), pero no tiene la confianza ni de los residentes legales ni de los piratas. El capitán Jamie Waring (Tyrone Power), y su teniente, Tom Blue (Thomas Mitchell), renuncian a su "oficio" a regañadientes por la amistad que les une con Morgan, pero otros de los miembros de la Hermandad Pirata, como el capitán Billy Leech (George Sanders) y Wogan (Anthony Quinn) se rehúsan a cambiar, y reuniendo a una tripulación de piratas rebeldes atacan de manera indiscriminada por todo el Caribe a bordo del poderoso navío 'El Cisne Negro'.
Mientras tanto, Waring empieza a enamorarse de la hija de Denby, Lady Margaret (Maureen O'Hara), quien desafortunadamente para Waring está comprometida con un caballero inglés, Roger Ingram (Edward Ashley). El prometido brinda información en secreto sobre los movimientos de los barcos a los piratas que aún siguen delinquiendo.
La asamblea de Jamaica se encuentra en medio de un alboroto a causa de estos piratas fuera de control, por lo que Morgan envía a Waring a rastrear a Leech, pero falla debido a la intromisión de Ingram. La asamblea jamaiquina vota a favor de destituir a Morgan, e Ingram anuncia que Margaret y él partirán a Inglaterra a informarle al rey.
Morgan le ordena a Waring capturar a Leech para así conseguir los votos de la asamblea que votaron contra él. Waring se prepara a obedecer las órdenes de Morgan, pero como no quiere que Margaret se case con Ingram va a su casa, se la lleva y parte. 
La flota pirata a bordo del Cisne Negro aparece tras él y el barco de Waring es capturado por Leech. Waring finge que se ha escapado para unirse a Leech y casarse con Margaret. Margaret le sigue el juego a Waring a regañadientes. Morgan recibe noticias de la "traición" de Waring y parte a atraparlos.
Leech descubre que el matrimonio entre Margaret y Waring es falso y le captura. Leach lleva el barco de Waring al lugar donde esperan los demás barcos y los bombardea a fuego de cañón. Sin embargo, durante la lucha, Waring escapa y logra matar a Leech en un duelo, justo cuando el barco es abordado por Morgan.
Morgan quiere colgar a Waring por secuestrar a Margaret, pero ésta declara que le acompañó por su propio acuerdo. Para este momento, se han enamorado realmente y se besan.

## Influencia
En España, la estética de esta película marcó durante muchos años la estética de los cuadernos de aventuras ambientados en el mundo de la piratería.

## Reparto
- Tyrone Power como Jamie Waring
- Maureen O'Hara como Lady Margaret Denby
- Laird Cregar como Sir Henry Morgan
- Thomas Mitchell como Tom Blue
- George Sanders como el capitán Billy Leech
- Anthony Quinn como Wogan
- George Zucco como Lord Denby

### Papeles secundarios
- Edward Ashley como Roger Ingram (sin mención en los títulos de crédito).
- Bonnie Bannon como dama en el tribunal (sin mención en los títulos de crédito).
- Fortunio Bonanova como Don Miguel (sin mención en los títulos de crédito).
- John Burton como Capitán Blaine (sin mención en los títulos de crédito).
- Rita Christiani como bailarina (sin mención en los títulos de crédito).
- Helene Costello como mujer (sin mención en los títulos de crédito).
- Bryn Davis como mujer (sin mención en los títulos de crédito).
- William Edmunds como Town Crier (sin mención en los títulos de crédito).
- Charles Francis como Capitán Higgs (sin mención en los títulos de crédito).
- Willie Fung como cocinero chino (sin mención en los títulos de crédito).
- Jody Gilbert como mujer obesa que acompaña a Tommy (sin mención en los títulos de crédito).
- Arthur Gould-Porter como miembro de la asamblea (sin mención en los títulos de crédito).
- Keith Hitchcock como mayordomo (sin mención en los títulos de crédito).
- Olaf Hytten como Proclamador (sin mención en los títulos de crédito).
- Boyd Irwin como miembro de la asamblea (sin mención en los títulos de crédito).
- Charles Irwin como capitán de barco (sin mención en los títulos de crédito).
- George Kirby como miembro de la asamblea (sin mención en los títulos de crédito).
- Frank Leigh como capitón de barco (sin mención en los títulos de crédito).
- Cyril McLaglen como Capitán Jones (sin mención en los títulos de crédito).
- Charles McNaughton como Señor Fenner (sin mención en los títulos de crédito).
- Clarence Muse como criado de Margaret (sin mención en los títulos de crédito).
- Stuart Robertson como Capitán Graham (sin mención en los títulos de crédito).
- C. Montague Shaw como miembro de la asamblea (sin mención en los títulos de crédito).
- Arthur Shields como el Obispo (sin mención en los títulos de crédito).
- David Thursby como Capitán de barco (sin mención en los títulos de crédito).
- Frederick Worlock como orador en la asamblea (sin mención en los títulos de crédito).

## Galería de imágenes

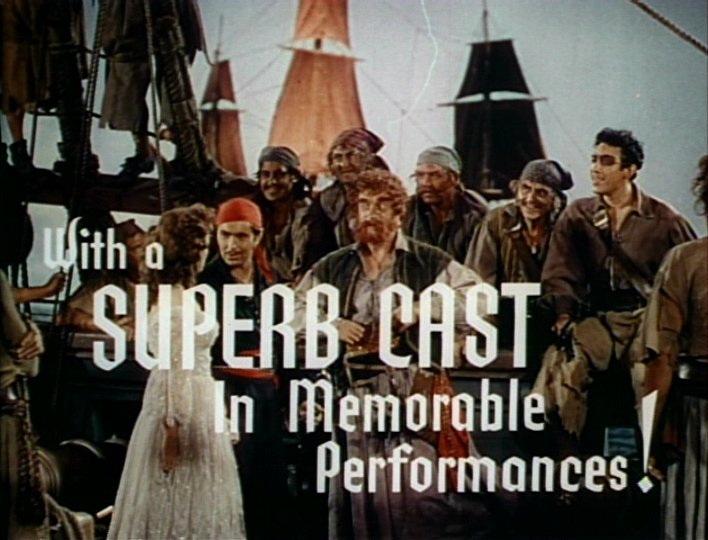
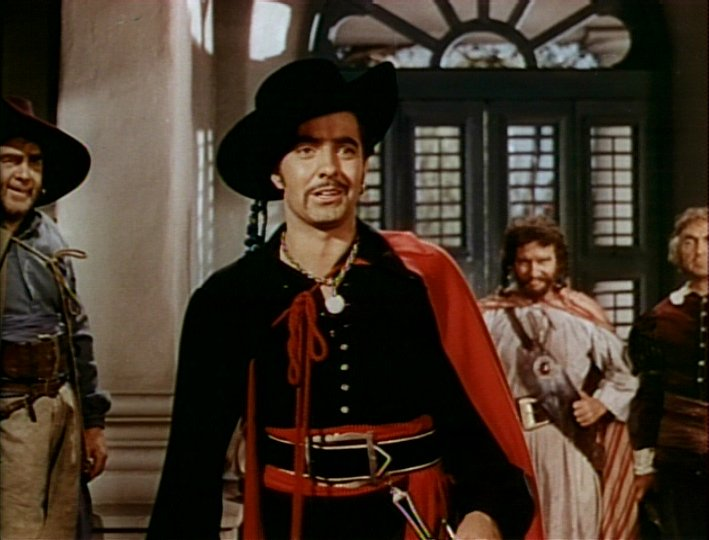
Tyrone Power como Jamie Waring
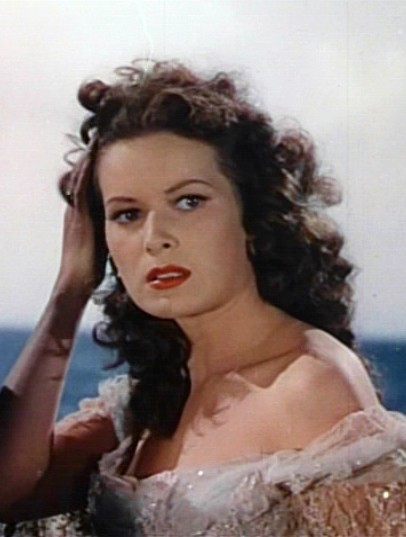
Maureen O'Hara como Lady Margaret Denby
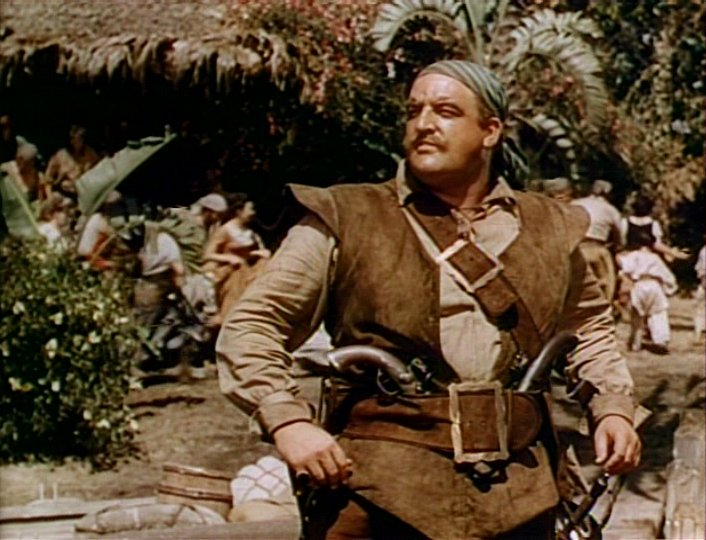
Laird Cregar como Sir Henry Morgan
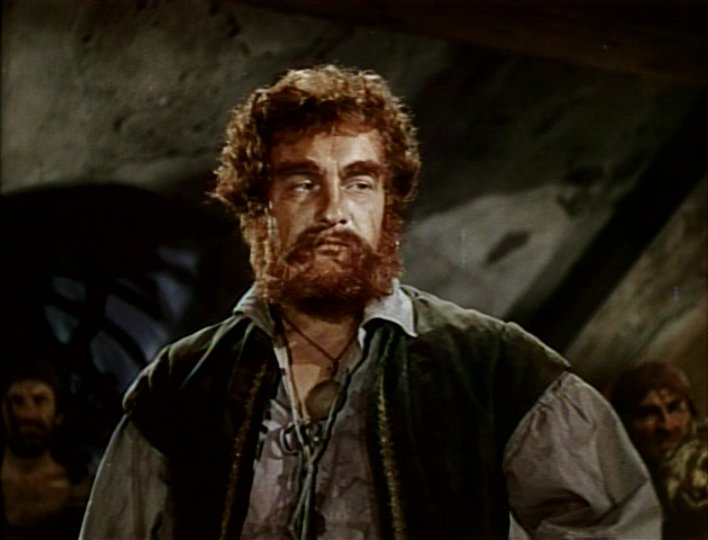
George Sanders como Capitán Billy Leech
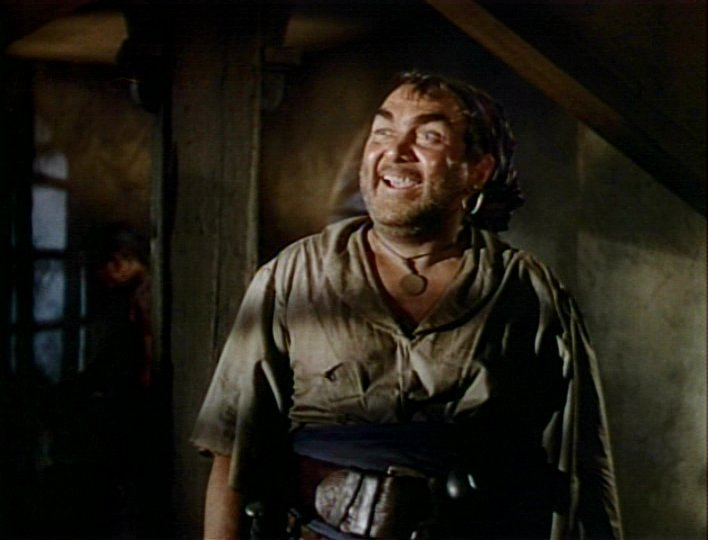
Thomas Mitchell como Tom Blue
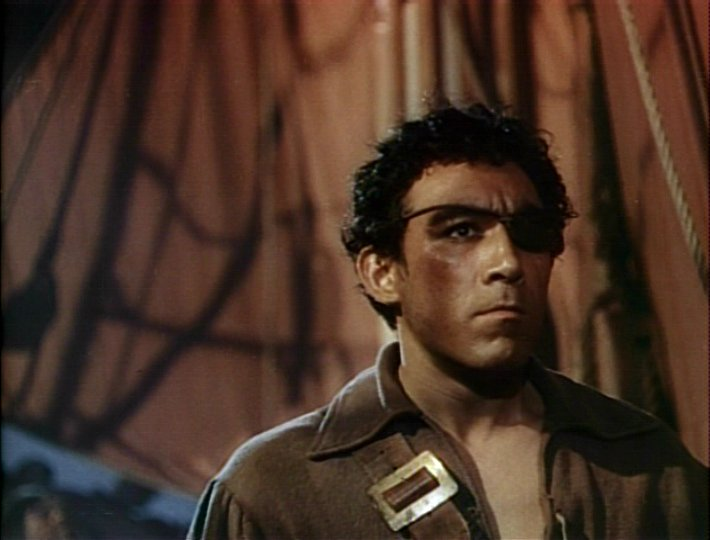
Anthony Quinn como Wogan
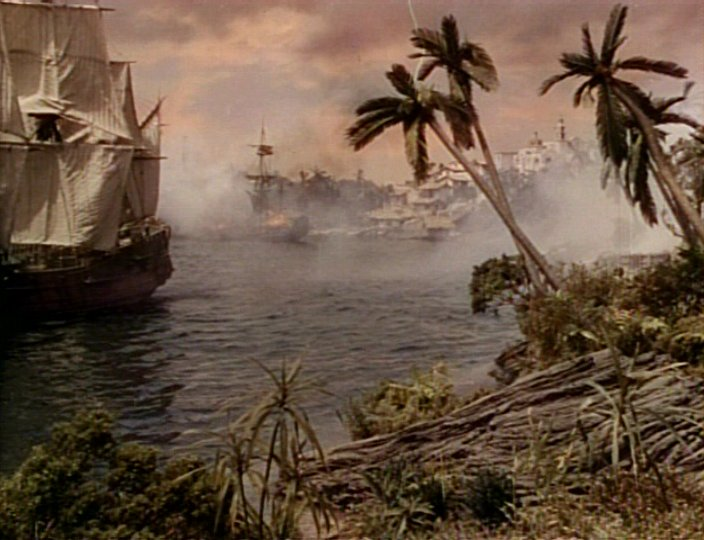
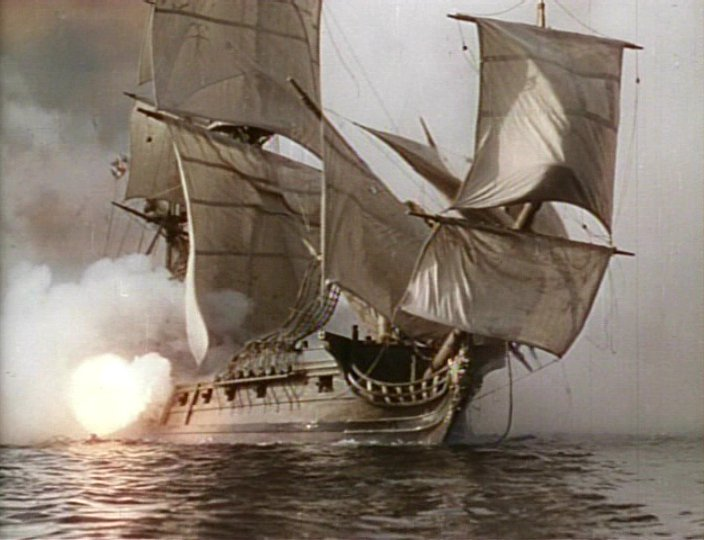
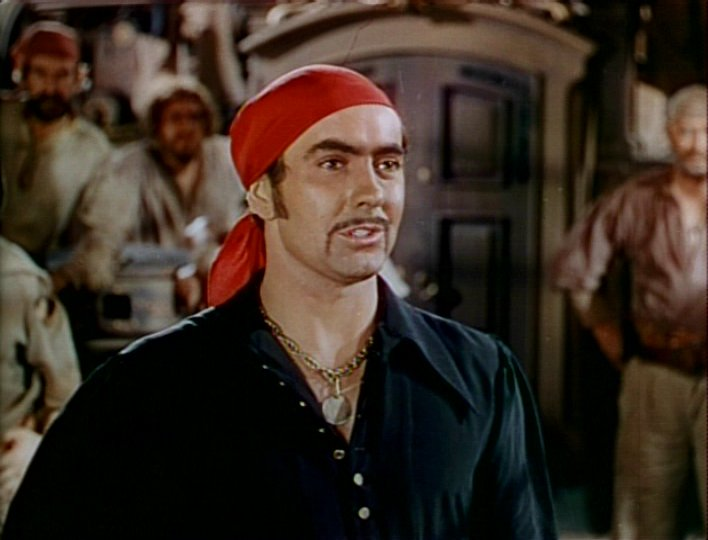